# Condado de Barry (Míchigan)
El condado de Barry (en inglés: Barry County), fundado en 1829 y con su nombre en honor al director de correos William Taylor Barry, es un condado del estado estadounidense de Míchigan. En el año 2000 tenía una población de 56.755 habitantes con una densidad de población de 39 personas por km². La sede del condado es Hastings.

## Geografía
Según la oficina del censo el condado tiene una superficie total de 1494 km² (576,8 mi²), de los que 1440 km² (556 mi²) son tierra y 54 km² (20,8 mi²) (3,60%) son agua.

## Condados adyacentes
- Condado de Ionia - noreste
- Condado de Eaton - este
- Condado de Calhoun - sureste
- Condado de Kalamazoo - suroeste
- Condado de Allegan - oeste
- Condado de Kent - noroeste

### Principales carreteras y autopistas
- Carretera estatal 37
- Carretera estatal 43
- Carretera estatal 50
- Carretera estatal 66
- Carretera estatal 78
- Carretera estatal 79
- Carretera estatal 89
- Carretera estatal 179

## Demografía
Según el censo del 2000 la renta per cápita media de los habitantes del condado era de 46.820 dólares y el ingreso medio de una familia era de 51.794 dólares. En el año 2000 los hombres tenían unos ingresos anuales 38.991 dólares frente a los 26.387 dólares que percibían las mujeres. El ingreso por habitante era de 20.636 dólares y alrededor de un 5,50% de la población estaba bajo el umbral de pobreza nacional.

## Lugares

### Ciudades
- Hastings

### Villas
- Freeport
- Middleville
- Nashville
- Woodland

### Lugares designados por el censo
- Delton
- Dowling
- Hickory Corners

### Áreas no incorporadas
- Assyria
- Banfield
- Cloverdale
- Coats Grove
- Lacey
- Maple Grove
- Prairieville
- Quimby
- Schultz

### Municipios
| - Municipio de Assyria - Municipio de Baltimore - Municipio de Barry - Municipio de Carlton | - Municipio de Castleton - Municipio de Hastings Charter - Municipio de Hope - Municipio de Irving | - Municipio de Johnstown - Municipio de Maple Grove - Municipio de Orangeville - Municipio de Prairieville | - Municipio de Rutland Charter - Municipio de Thornapple - Municipio de Woodland - Municipio de Yankee Springs |